# Lijst van oeververbindingen van de Gouwe
Hieronder het overzicht van de oeververbindingen van de Gouwe vanaf de oorsprong bij de Oude Rijn tot de uitmonding via het Gouwekanaal in de Hollandsche IJssel. Bruggen over de Gouwe in de binnenstad van Gouda zijn in dit overzicht buiten beschouwing gelaten.
De afstand is de vaarafstand in kilometers vanaf de oorsprong van de Gouwe. 
| Nr. | Afst. (km) | Naam                   | Soort                          | Traject                                                                                         | Afbeelding |
| --- | ---------- | ---------------------- | ------------------------------ | ----------------------------------------------------------------------------------------------- | ---------- |
| 1   | 0,18       | Hefbrug Gouwesluis     | verkeersbrug (hefbrug)         | Alphen aan den Rijn (Goudse Schouw)                                                             |            |
| 2   | 0,50       | Gouwespoorbrug         | spoorbrug (draaibrug)          | Woerden - Leiden (Spoorlijn Woerden - Leiden)                                                   |            |
| 3   | 0,91       | Alphen-aquaduct        | aquaduct                       | Leiden - Bodegraven                                                                             |            |
| 4   | 5,12       | Hefbrug Boskoop        | verkeersbrug (hefbrug)         | Boskoop (Reijerskoop)                                                                           |            |
| 5   | 8,61       | Hefbrug Waddinxveen    | verkeersbrug (hefbrug)         | Waddinxveen (Kerkweg-Oost)                                                                      |            |
| 6   | 10,80      | Amaliabrug             | verkeersbrug (basculebrug)     | Waddinxveen - Gouda (Extra Gouwekruising)                                                       |            |
| 7   | 10,84      | Gouwe-aquaduct         | aquaduct                       | Den Haag - Arnhem                                                                               |            |
| 8   | 10,98      | Coenecoopbrug          | verkeersbrug (basculebrug)     | Waddinxveen - Gouda (Coenecoopbocht)                                                            |            |
| 9   | 12,21      | Lage Gouwespoorbrug    | spoorbrug (draaibrug)          | Gouda - Alphen aan den Rijn (Spoorlijn Gouda - Alphen aan den Rijn)                             |            |
| 10  | 12,38      | Hoge Gouwespoorbrug    | spoorbrug (hefbrug)            | Gouda - Rotterdam (Spoorlijn Utrecht - Rotterdam) Gouda - Den Haag (Spoorlijn Gouda - Den Haag) |            |
| 11A | 14,30      | Julianasluisbrug Noord | verkeersbrug (2 ophaalbruggen) | Waddinxveen - Gouda/Bergambacht (Kanaaldijk)                                                    |            |
| 11B | 14,45      | Julianasluisbrug Zuid  | verkeersbrug (2 ophaalbruggen) | Moordrecht - Gouda (Rotterdamseweg)                                                             |            |